# 印度比氏鼯鼠
印度比氏鼯鼠（學名：Biswamoyopterus biswasi、英語名：Namdapha Flying Squirrel）是一種飛鼠。此物種原生於印度，首次標本收集於1981年4月27日，目前的保育狀況處於極危（CR）狀態。